# Daniel François de Gélas de Lautrec
Daniel François de Gélas de Voisins d'Ambres, dit le comte de Lautrec, baron d’Ambres, est un militaire français du XVIIIe siècle, né à Lavaur le 24 novembre 1682 et mort à Paris le 14 février 1762, qui fut maréchal de France en 1757.

## Biographie
Troisième fils de François de Gélas (1640-1721), marquis de Léberon et d'Ambres, comte de Gelas, vicomte de Lautrec, sénéchal de Lauragais, lieutenant général de Guyenne et gouverneur de Lavaur, et de Charlotte de Vernon de Bonneuil Charlotte de Vernou (vers 1641 † après 12 novembre 1692), dame de La Rivière, fille d'honneur (1654-1662) d'Anne d'Autriche (1601-1666), Daniel François fut reçu de minorité dans l'ordre de Saint-Jean de Jérusalem avant d'être en âge d'y prononcer ses vœux en 1688, il entra aux mousquetaires en 1701, et se rendit en 1703 au chef-lieu de son Ordre, où il resta jusqu'en 1705. Il ne prononcera pas ses vœux pour pouvoir se marier en 1739.
Nommé alors capitaine au régiment des dragons de Lautrec, il se trouva au siège de Turin comme aide de camp du duc d'Orléans et passa de là à l'armée du Rhin, où il demeura jusqu'en 1709. Il participa à l'attaque des lignes de Bihel et de Stoloffhen, à Denain, à Marchiennes, au Quesnoy.

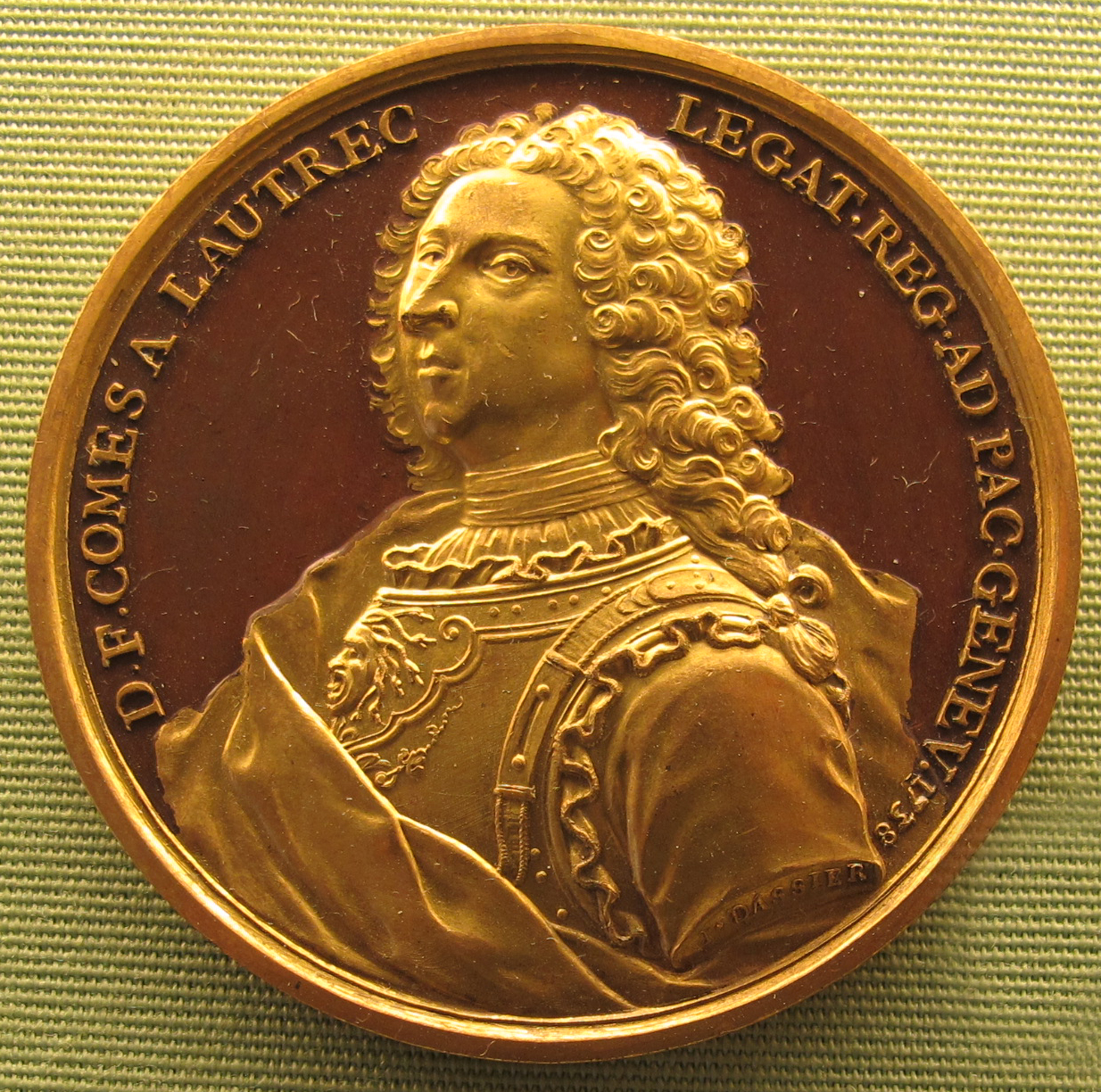
Médaille de Daniel François de Gélas par Jean Dassier

Colonel d'un régiment d'infanterie de son nom, le régiment d'Ambres, en 1710, lieutenant-colonel du régiment d'infanterie de la Reine en 1711, il servit en Flandre sous le maréchal de Villars jusqu'en 1712, l'accompagna dans sa campagne des bords du Rhin en 1713, et fut envoyé en 1714 à l'armée employée à la réduction de la Catalogne. Il assista au siège de Barcelone, et fit toutes les campagnes d'Espagne et d'Italie.
Il fut attaché en 1719 à l'armée rassemblée sur les frontières d'Espagne, reçut en 1721 le brevet de brigadier des années du roi, prit le nom de vicomte de Lautrec.
Il fit les campagnes d'Italie de 1733 à 1736, sous les maréchaux de Villars et de Coigny, fut chargé en 1737 de la commission d'inspecteur général de l'infanterie, et promu en 1738 au grade de lieutenant général des armées du roi.
Il fut employé à l'armée de Westphalie en 1741 et 1742, fut créé l'année suivante chevalier des Ordres du roi, et envoyé comme ambassadeur extraordinaire auprès de l'électeur de Bavière, élu empereur sous le nom de Charles VII.
Le vicomte de Lautrec alla ensuite servir en Italie, sous le maréchal de Maillebois, dans les années 1744 et 1745, et fit sous le maréchal de Saxe les campagnes de Flandre, marquées par les batailles de Parme, de Guastalla, de Rocoux et de Lawfeld, et par la prise de Maastricht (1746 à 1748).
Il fut élevé le 24 février 1757 à la dignité de maréchal de France, et mourut à l'âge d'environ soixante et seize ans.
Il avait épousé, le 4 février 1739, à Louise-Armande-Julie de Rohan-Chabot, fille aînée de Louis II Bretagne Alain de Rohan-Chabot, duc de Rohan, et de Françoise de Roquelaure (1683-1741).

## Armoiries
|  | Armes de Daniel François de Gelas de Voisins d'Ambres, « comte » de Lautrec Écartelé : au 1, d'azur au lion d'or, armé, lampassé et couronné de gueules (Gelas) ; au 2, de gueules, à la croix de Toulouse d'or (Lautrec) ; au 3, palé d'or et de gueules de six pièces (Amboise) ; au 4, d'azur au lévrier d'argent (de Leberon). Sur le tout d'azur au monde d'or (Pavet-Montpeiran), mi-parti d'argent à la fasce de trois fusées de gueules (Voisins). |

## Sources
- Charles Gavard, Galeries historiques du Palais de Versailles, vol. 7, Imprimerie royale, 1842 (lire en ligne) ;

- Louis de La Roque, Chavaliers de Malte appelés successivement Chevaliers de l'Ordre Militaire et Hospitalier de Saint-Jean de Jérusalem, de Rhodes et de Malte 1099 — 1890, Alp.Desaide, 1891 ;

- Nicolas Viton de Saint-Allais, De l'ancienne France, vol. 2, M. de Saint-Allais, 1834 (lire en ligne) ;
- Daniel-François de Gélas de Voisins d'Ambres sur roglo.eu ;